# Dorfkirche Stülpe

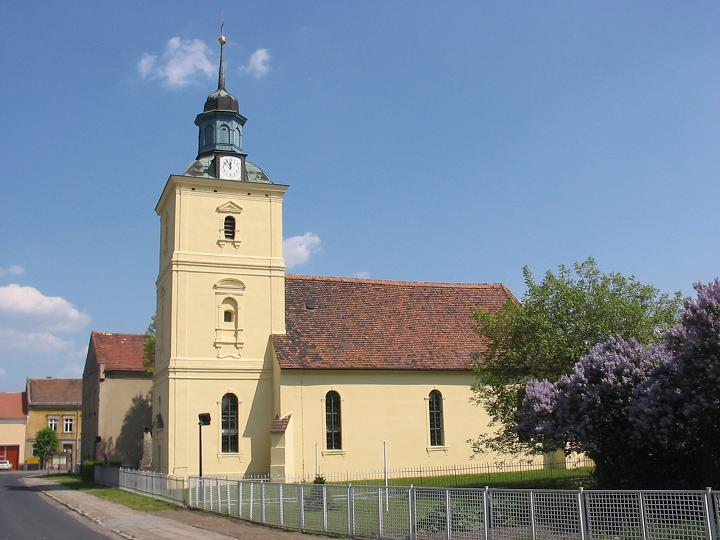
Dorfkirche Stülpe

Die evangelische Dorfkirche Stülpe ist ein gotischer Sakralbau in Stülpe. Der Ortsteil gehört zu der Gemeinde Nuthe-Urstromtal im Landkreis Teltow-Fläming in Brandenburg. Die zugehörige Kirchengemeinde gehört zum Pfarrsprengel Woltersdorf-Jänickendorf im Kirchenkreis Zossen-Fläming der Evangelischen Kirche Berlin-Brandenburg-schlesische Oberlausitz.

## Geschichte
Das Bauwerk entstand im Jahr 1562. Dabei verwendeten die Baumeister Material von der Wallfahrtskapelle St. Marien, die im Jahr 1437 auf dem Golmberg errichtet wurde. Nachdem das Bauwerk im Dreißigjährigen Krieg beschädigt worden war, fand im Jahr 1689 eine umfangreiche Sanierung statt, bei der auch das Kirchenschiff mit einer Flachtonne ausgestattet wurde. Der Westturm wurde im Jahr 1750 neu aufgebaut. Zwei Jahre später baute die Kirchengemeinde eine Patronatsloge auf der Südseite des Kirchenschiffs ein. 1922 stifteten Hans Wichard von Rochow und seine Frau Irmgard, geborene von Gundlach-Rumpshagen, anlässlich der Geburt ihres ersten Sohnes Rochus von Rochow (1922–1943) der Kirche eine Sauer-Orgel. Eine weitere Sanierung des Bauwerks fand in den Jahren 1980 bis 1983 statt.

## Architektur
Die Saalkirche mit ihrem rechteckigen Grundriss besitzt einen dreiseitigen Ostschluss. Das Kirchenschiff ist vergleichsweise schlicht gehalten und verfügt über drei schmale, korbbogenförmige Fenster, die mit einer profilierten, vertikalen Laibung versehen sind. Diese wird in Höhe des Kämpfers von einer horizontalen Laibung unterbrochen. Der dreigeschossige Westturm nimmt die Form der Fenster im Erdgeschoss auf. Er ist mit einem mehrfach profilierten Gesims gegliedert. Im zweiten Geschoss befinden sich kunstvoll verzierte, deutlich kleinere Öffnungen, die bogenförmig überspannt werden. Im dritten Geschoss hängt eine Glocke aus dem Jahr 1498 hinter den Klangarkaden, die von einem Mittelrisalit verziert werden. Der Turm schließt mit einer geschweiften Haube ab, in der sich auch die Turmuhr befindet. Darüber ist eine Laterne und ein Turmknopf zu erkennen.

## Ausstattung

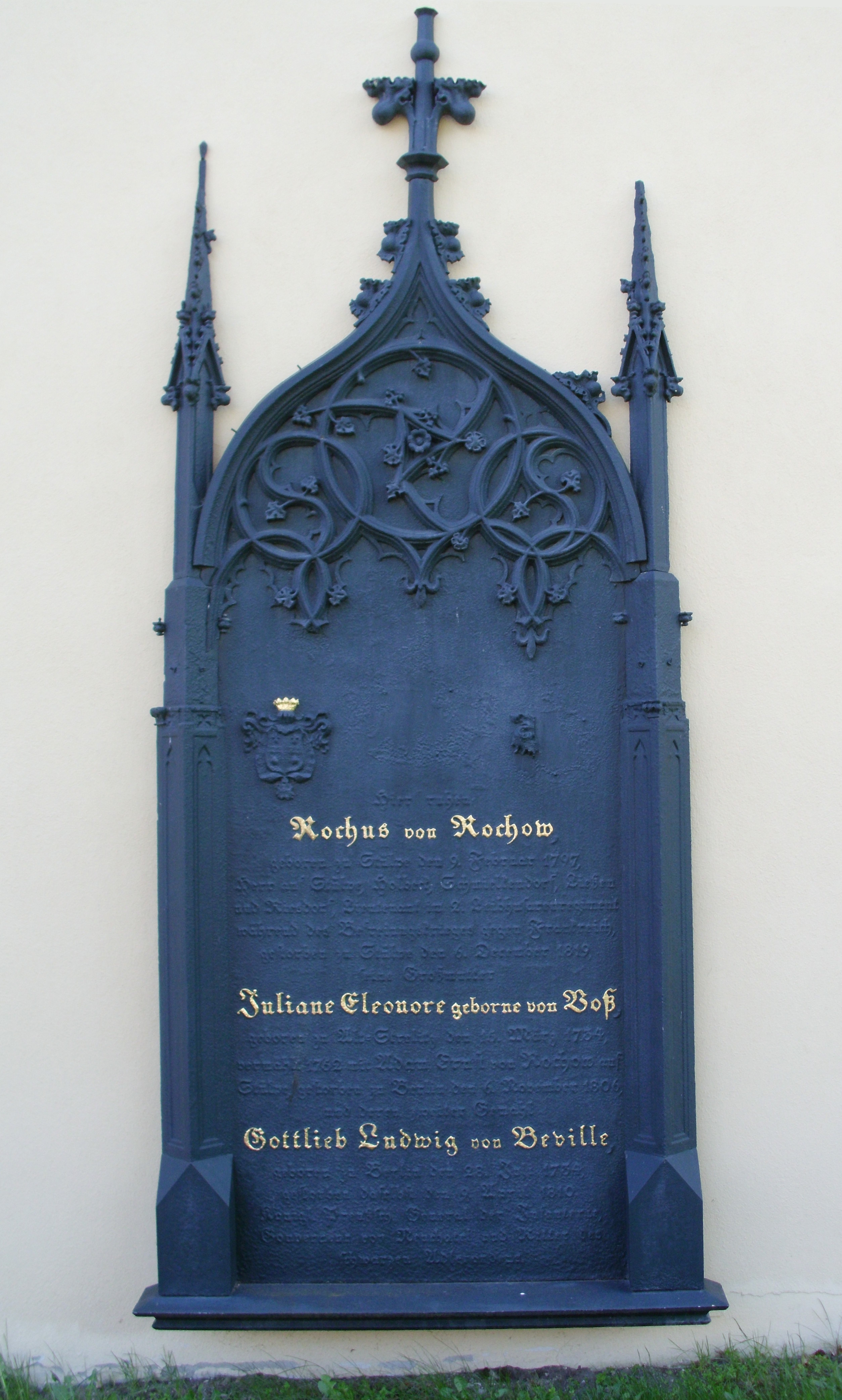
Epitaph derer von Rochow an der Chorostwand

Der Kanzelaltar stammt aus der Zeit nach der großen Sanierung um 1690. Er ist reich verziert und mit einem runden Korb ausgestattet, der von Knorpelwerk und gedrehten Rankensäulen umrahmt wird. Die Predella zeigt das Abendmahl Jesu, darüber ist die Auferstehung Jesu Christi abgebildet. Die zwei spätgotischen Flügelaltäre stammen vermutlich aus der Wallfahrtskapelle. Der größere der beiden stammt vermutlich aus einer Jüterboger Werkstatt und wurde um 1439 hergestellt. Er zeigt die Verkündigung und die Mariä Heimsuchung an seiner Außenseite sowie im Inneren vergoldene Schnitzfiguren, von denen eine vermutlich Simon Petrus, die andere Figur Hedwig von Andechs darstellt. Im Schrein sind die Mutter Jesu, Katharina von Alexandrien und Barbara von Nikomedien zu sehen. Das kleinere Altarretabel aus dem Ende des 15. Jahrhunderts zeigt die Kreuzigung Christi. Den schwebenden Taufengel schuf M. Döbel um 1690. Das Ecce-homo-Gemälde stammt aus dem 18. Jahrhundert.
Im Innenraum befinden sich des Weiteren einige Figurengrabmäler. Das älteste zeigt ein kniendes Paar unter einer Doppelarkade und ist Christoph von Hake und seiner Frau Emilie Brandt von Lindau gewidmet. Weiterhin haben Hans XIII. von Rochow, Hippolyta von Brösigke sowie Heino von Rochow im Kirchenschiff ihre letzte Ruhestätte gefunden, respekte ihre Grabsteine wurden 1823 von Kloster Zinna nach hierher überstellt. Aus diesem Adelsgeschlecht befindet sich ein Wappenschild in der Kirche, das vermutlich um 1700 entstand. An der äußeren Chorostwand ist ein weiteres Epitaph für Rochus von Rochow († 1819), Juliane Eleonore von Rochow und ihrem letzten Ehemann General Gottlieb Ludwig von Beville, Ritter des Ordens vom Schwarzen Adler angebracht.
Auf der Empore steht eine Orgel der Firma Sauer aus dem Jahr 1923. Das Instrument verfügt über zwei Manuale und zehn Register. Die Flachtonne ist mit Posaunenengeln und Wolken ausgemalt. Daneben finden sich einige Weihekreuze an den Wänden.
Im Westturm befinden sich zwei weitere Gedenktafeln der einstigen Gutsbesitzer auf Stülpe, wenn auch mit großer Sicherheit dies nicht die Originalstandorte sein können. Es handelt sich um die Steingedenktafel an Rochus von Rochow (1856–1901), gestiftet von seiner Ehefrau Margarethe, geborene von Lücken. Beide hatten gemeinsam mit Anna von Rochow aus Berlin, älteste Tochter des Adolf von Rochow-Stülpe, viele Details für das kirchliche Inventar und dem Erhalt der Kirche gespendet. Das Ehepaar wurde auf eigenen Wunsch in einem neuen Erbbegräbnis im hinteren Schlosspark beerdigt. Die zweite relativ unbekannte Tafel ist aus Holz gefertigt. Sie erinnert an Rochus von Rochow-Stülpe, gestiftet von seinen Eltern. Die selbige Tafel ist übrigens auch in der Dorfkirche Plessow, der anderen Rochowschen Gutskirche, zu finden.

## Belege
1. ↑  Stülper Instrument aus dem Jahre 1922 wird aufwändig restauriert. In: Märkische Allgemeine Zeitung, 29. Mai 2008, abgerufen auf der Webseite des Förderkreises Alte Kirchen Berlin-Brandenburg e.V. am 20. Mai 2015.
2. ↑  Überlassung von drei Grabsteinen (Hans VII(I). v. Rochow 1550–1622, seine Ehefrau Hippolyta geb. v. Brösigke 1568–1606 und der Sohn Heino 1584–1604) aus der Klosterkirche zu Zinna an Adolf von Rochow auf Stülpe; 1823 (Akte), in: Hrsg. Brandenburgisches Landeshauptarchiv, (BLHA), Rep. 37 Stülpe-Plessow Film 181, Stülpe, Potsdam, 1823, S. 1 f. BLHA, Rep. 37 Stülpe-Plessow Film 181.
3. ↑  Liste der Ritter des Königlich Preußischen hohen Ordens vom Schwarzen Adler, Hrsg. R. H. Stillfried, Verlag Decker, Berlin 1851, S. 14.
4. ↑  Amtsblatt der Königlichen Regierung zu Potsdam und der Stadt Berlin. Stück 4, A. W. Hayn, Potsdam. Den 24. Januar 1896, S. 31.
5. ↑  Andreas Kitzing: Das Leben eines märkischen Junkers - Hans Wichard von Rochow-Stülpe (a.d.H. Plessow) 1898 - 1945. Wahlsdorf 1998, S. 34, S. 76 ff.
6. ↑  Denkmalprojekt. Plessow. Kirche. Tafel Rochus von Rochow-Stülpe 1922–1943.

Koordinaten: 52° 2′ 47″ N, 13° 19′ 23,8″ O